# Jump Jim Crow
Jump Jim Crow (lett. "salta Jim Crow"), anche abbreviato Jim Crow, è un brano musicale scritto da Thomas D. Rice nel 1828.

## Composizione
Carico di contenuti razzisti nei confronti dei neri, Jump Jim Crow narra le peripezie di un afroamericano. Il brano si ispira a Jim Crow: uno scaltro schiavo afroamericano azzoppato che approfitta delle situazioni a suo vantaggio. Si pensa che il personaggio sia ispirato a un soggetto realmente esistito.
A partire dal 1828, Rice iniziò a eseguire Jump Jim Crow durante i minstrel show dipingendosi il volto di nero e usando il nome d'arte "Daddy Rice". Grazie alla sua popolarità acquisita in Gran Bretagna, Jump Jim Crow divenne il primo successo statunitense d'esportazione.

## Nella cultura
Si suppone che dal brano provenga la locuzione Jim Crow, usata per indicare, con un'accezione negativa, gli afroamericani.